# كوني آيلاند (فلم 1917)
كوني آيلاند (بالإنجليزية:Coney Island) معروف أيضًا باسم فاتي في كوني آيلاند (بالإنجليزية:Fatty at Coney Island) هو فيلم كوميدي أمريكي قصير صامت كتبه وأخرجه وقام ببطولته روسكو "فاتي" آرباكل.

## طاقم التمثيل
- روسكو "فاتي" آرباكل
- آل سانت جون
- باستر كيتون
- أليس مان
- أليس ليك
- جو بوردو
- جيمي براينت
- أجنيس نيلسون

## وصلات خارجية
- الفيلم القصير Coney Island متوفر للتحميل من موقع أرشيف الإنترنت [المزيد]
- كوني آيلاند على موقع IMDb (الإنجليزية)
- كوني آيلاند على موقع روتن توميتوز (الإنجليزية)
- كوني آيلاند على موقع قاعدة بيانات الأفلام العربية
- كوني آيلاند على موقع أول موفي (الإنجليزية)
- كوني آيلاند على موقع فيلمافينيتي (الإسبانية)
- كوني آيلاند على موقع قاعدة بيانات الفيلم (الإنجليزية)
- كوني آيلاند على موقع ليتربوكسد (الإنجليزية)
- كوني آيلاند على موقع كينوبويسك (الروسية)
- Progressive Silent Film List: Coney Island at silentera.com
- Coney Island on يوتيوب